# 500 (szám)
Az 500 (ötszáz) a 499 és 501 között található természetes szám. Mivel osztható számjegyeinek összegével, így Harshad-szám. Négyzetteljes szám, de nem teljes hatvány, ezért Achilles-szám.

## Egyéb területeken
- Autómárkában szerepel Ford 500, Fiat 500
- Kártyajáték
- Szabadtéren játszható labda-vagy korongjáték
- Arany János A walesi bárdok című balladájában ennyien tagadták meg, hogy dicsőítő éneket zengjenek I. Edvárd angol királyról
- Az 500-as HTTP-hibakód a szerverhiba
- Az 500-as SMTP-hibakód a szintaktikai hibát jelenti, amit egy nem felismert parancs okozott

## 500-as számjelek

500-as rovásjel